# Соснихін Вадим Олександрович
Вади́м Олекса́ндрович Сосни́хін (нар. 10 серпня 1942, Київ, СРСР — пом. 28 вересня 2003, Київ, Україна) — український радянський футболіст, Захисник. Майстер спорту СРСР. Протягом усієї кар'єри виступав за команду «Динамо» (Київ).

## Біографія
Вихованець київської футбольної школи № 1 (з 1957), перші тренери — Михайло Корсунський та Володимир Качалін. З 1959 року тренувався у школі київського «Динамо». В юнацькі роки грав центрального нападника, виконуючи роль таранного форварда. Багато забивав, помітно виділявся серед своїх однолітків. Талановитого нападника одразу викликали до складу юнацької збірної Союзу, де він виступав з такими відомими у майбутньому футболістами, як Муртаз Хурцилава та інші.
У 1960 році 18-річний Соснихін перейшов до першої команди «Динамо», де поступово перекваліфікувався з нападника у захисника. Спочатку тренер «дубля» Михайло Коман перевів його у центральну лінію, а потім вже головний тренер клубу В'ячеслав Соловйов — у центр оборони. Саме на цій позиції, але вже в команді Віктора Маслова, і досяг Соснихін своїх найбільших спортивних успіхів та визнання.
У другій половині 60-х — на початку 70-х Соснихін був ключовим гравцем оборони «Динамо». Фізично міцний, масивний, добре технічно підготований, вмів обирати позицію, чітко зіграти на перехопленні, підстрахувати партнера. Не акцентував свою гру на захисних діях, а у будь-якій ситуації прагнув до творчості на полі. Часом здійснював довгі рейди до штрафної суперника.
Розквіт кар'єри Соснихіна припав якраз на «золоті часи» київського клубу, коли динамівці змогли остаточно перервати гегемонію російських клубів та тричі поспіль виграти чемпіонат СРСР. Також Вадиму Олександровичу пощастило взяти участь у першому матчі «Динамо» на міжнародній арені. Це сталося у розіраші Кубка володарів Кубків 2 вересня 1965 року. Кияни тоді просто познущалися на виїзді з «Колрейна», забивши шість м'ячів і пропустивши лише один.
Своєю грою Соснихін заслужив серед партнерів та вболівальників безумовний авторитет, за що й отримав прізвисько «директор». був капітаном київського клубу у 1970—1972 роках.
Однак за збірну СРСР Вадим Олександрович грав не досить часто. За період з 1966 по 1971 рік всього 4 рази виходив на поле у футболці національної команди, а ще тричі виводив на футбольну арену олімпійську збірну Радянського Союзу, капітаном якої він був. У 1971 році також брав участь у прощальному матчі Льва Яшина між збірною «Динамо» та збірною світу (2:2).
Після завершення ігрової кар'єри достатньо довго працював у ДЮСШ київського «Динамо» (1974—1991). З 1992 року працював начальником команди ветеранів «Динамо» (Київ).

Могила Вадима Соснихіна

Раптово помер уві сні на 62-му році життя 28 вересня 2003 року. Похований в Києві на Байковому кладовищі (ділянка № 49б, 50°25′2.83″ пн. ш. 30°30′3.50″ сх. д. / 50.4174528° пн. ш. 30.5009722° сх. д.).

## Досягнення
Клубні
- Чотириразовий Чемпіон СРСР (1966, 1967, 1968, 1971)
- Чотириразовий срібний призер чемпіонату СРСР (1965, 1969, 1972, 1973)
- Дворазовий володар Кубка СРСР (1964, 1966)

Особисті
- Шість разів потрапляв до списків 33 найкращих гравців чемпіонату СРСР (тричі під другим номером і тричі під третім[2]).
- Згідно з опитуванням газети «Український футбол» у 2001 році увійшов до символічної збірної України XX століття.